# Те-Пайнгіллс (Массачусетс)
Те-Пайнгіллс (англ. The Pinehills) — переписна місцевість (CDP) в США, в окрузі Плімут штату Массачусетс. Населення — 4515 осіб (2020).

## Географія
Те-Пайнгіллс розташований за координатами 41°53′17″ пн. ш. 70°36′0″ зх. д. / 41.88806° пн. ш. 70.60000° зх. д. (41.888191, -70.599966).  За даними Бюро перепису населення США в 2010 році переписна місцевість мала площу 2,85 км², уся площа — суходіл.

## Демографія
Згідно з переписом 2010 року, у переписній місцевості мешкало 955 осіб у 472 домогосподарствах у складі 357 родин. Густота населення становила 335 осіб/км².  Було 557 помешкань (195/км²).
Расовий склад населення:
| - 96,5 % — білих - 1,4 % — азіатів - 0,8 % — чорних або афроамериканців |

До двох чи більше рас належало 0,5 %. Частка іспаномовних становила 1,6 % від усіх жителів.
За віковим діапазоном населення розподілялося таким чином: 8,1 % — особи молодші 18 років, 56,8 % — особи у віці 18—64 років, 35,1 % — особи у віці 65 років та старші. Медіана віку мешканця становила 61,6 року. На 100 осіб жіночої статі у переписній місцевості припадало 80,5 чоловіків;  на 100 жінок у віці від 18 років та старших — 81,4 чоловіків також старших 18 років.
Середній дохід на одне домашнє господарство  становив 111 890 доларів США (медіана — 99 735), а середній дохід на одну сім'ю — 128 162 долари (медіана — 106 417). За межею бідності перебувало 2,1 % осіб, у тому числі 0,0 % дітей у віці до 18 років та 0,0 % осіб у віці 65 років та старших.
Цивільне працевлаштоване населення становило 314 осіб. Основні галузі зайнятості: роздрібна торгівля — 20,7 %, фінанси, страхування та нерухомість — 20,7 %, освіта, охорона здоров'я та соціальна допомога — 16,6 %.